# ライシャワーの日本史
『ライシャワーの日本史』（原題：Japan: The Story of a Nation）は、かつての在日米国大使、エドウィン・O・ライシャワーによる日本通史。1970年にAlfred A. Knopf社から出版された。（1974, 1981, 1990年に改版。1981年の第3版を國弘正雄が邦訳した
。）
アメリカ人に対して日本を紹介する意図で書かれた。
邦訳で400ページほどの、大著とはいえない量で、枝葉末節の事件にとらわれず、日本史の本質をとらえた著作として評価される。

## 先行著作
ライシャワーが1945年の国務省時代に執筆し、1946年にKnopf社から出版されたのが "Japan: Past and Present" である。（1953年、1964年に改訂。この第3版を鈴木重吉が邦訳した
。）
ライシャワーはケネディ大統領の要請で1961年3月から1966年7月まで駐日大使。
ハーバード大に戻ったあとの1970年に、題を "Japan: The Story of a Nation" に変え、内容も改めて出版したのが、『ライシャワーの日本史』である。

## 内容

### 1 伝統的な日本
国土と民族
文化的には、日本は中国文明の娘の一人である。しかし日本語は他の言語とかけ離れたものであり、文化の特異性が促進された。
中国の模倣時代
文字、仏教、中央集権的官僚制、土地所有制度、長方形都市などの中国文明を、平安時代はじめまで取り入れた。
国風文化の発展
かなが発明され、日本独自の文学を生んだ。公地公民制から、免税特権をもつ貴族の荘園制に変化。中央政府の弱体化。
封建社会の発展
武士が台頭し、源頼朝に服属。彼は実質上の日本の支配者となった。
封建制度の成長と変遷
足利時代は政府が弱体化し乱世。領地から確実な収税ができる者が大名となった。
国内の再統一
17世紀の再統一は、大名の支配を基礎とし、大名を中央で統制した。
後期封建性の変容
平和な徳川時代に産業、文化、学問が発展した。

### 2 近代化される日本
近代国家への移行
ペリーにより開国。長州征伐の失敗により幕府は崩壊。新政府の大義名分は天皇親政の復活だった。
立憲政治と帝国
内閣制、国会などの立憲政治体制が確立。清、ロシア帝国との戦争に勝ち、台湾と朝鮮を領土化。
経済と政治の発展
憲政擁護運動から原政党内閣へ。
男子普通選挙。大正デモクラシー。大戦後の不況。
軍国主義の台頭
1920年代の大正デモクラシーがなぜ1930年代の軍国主義になったのか。明治憲法にはわざとあいまいに書かれた部分があり、その作成者は、自分たちがそれを補完するつもりだったようだ。
第二次世界大戦
1939年ヨーロッパで第二次世界大戦。日本の拡張政策に対し米国は石油輸出禁止。太平洋戦争。

### 3 戦後の日本
アメリカの占領
アメリカの間接統治。イギリス議会政治型の新憲法。東西冷戦。アメリカ依存の独立。
国家の存続
民主主義をめぐって、保守派と革新派の抗争。1955年に自民党と社会党の2大政党体制。
戦後の達成
経済復興と種々の要因。都市化と大衆社会。60年安保改定騒動。
懐疑の10年
ベトナム戦争。アメリカ批判のなかで沖縄返還。外国との貿易摩擦。ひたむきな工業成長から社会サービスと環境保全へ。
世界のなかの役割
日本は、おそらく世界で最も安定した健全な大国として80年代を迎えた。
以下の文で終わる。